# ناحية مركز يبرود
ناحية مركز يبرود إحدى نواحي سوريا تتبع إداريّاً لمحافظة ريف دمشق منطقة يبرود ومركزها مدينة يبرود، بلغ تعداد سكان الناحية 39,604 نسمة حسب التعداد السكاني لعام 2004.

## بلدات وقرى ناحية مركز يبرود
رأس العين، رأس المعرة، ريما، الصرخة (بخعا)، يبرود.